# 창원역
창원역(Changwon station, 昌原驛)은 대한민국 경상남도 창원시 의창구 동정동에 있는 경전선의 철도역이자, 지선인 진해선, 덕산선의 기점이다. 1905년 5월 1일에 영업을 시작하였으며 관광열차인 남도해양열차(S-Train)를 제외한 모든 일반열차와 일부 KTX 열차가 정차하고 있다.

## 개요
창원시 의창구의 서쪽 끝부분인 천주산 자락에 자리잡고 있으며, 1905년 10월 21일에 영업을 개시하였다. 2010년 12월 현재 일부 KTX와 새마을호 이하 모든 일반열차가 정차하고 있다. 1999년 한국철도 개통 100주년을 맞아 제작된 한국철도 100주년 기념 스탬프를 매표소에서 날인할 수 있다.
원래 창원시(현재의 성산구와 의창구 일원)를 지나는 경전선 구간은 이 역이 중심 역이어서 창원시 외곽에 있음에도 창원역이라는 역명이 붙었다. 그러나 창원중앙역 개통으로 인하여 해당 역이 창원시의 중심지에서 더욱 가까운 역이 되어 창원역의 이용객 수가 감소하였고 창원중앙역의 이용객 수로 넘어갔다.
이용객은 2009년 한 해동안을 기준으로 상행 승하차 승객 780,048명, 하행 승하차 승객 377,823명으로 상행 375,807명, 하행 171,876명을 기록한 마산역보다 많음은 물론 통합 창원권에서 가장 많은 이용객수를 기록하였으나, 복선 전철화 이전의 역 규모는 마산역 이용객이 창원역 이용객보다 훨씬 많았던 1988년에 건설되어 시설은 이전의 마산역에 비해 좋지 않았고 규모 또한 경산역과 비슷할 정도로 작았다. 이러한 점 때문에 복선전철화 공사를 진행하면서 마산역이 기존 역사에 선상 구조물을 추가로 얹은 수준의 리모델링을 한 것과는 달리, 창원역은 기존 역사를 철거하고 지상 2층에 4,296m²의 연면적을 보유한 선상역사를 신축하였다.
광장이 넓은 마산역과는 달리 간선 도로(의창대로)가 바로 역사 앞에 이어서 많은 노선의 시내버스가 이곳을 경유하며, 이외에도 고속버스 창원역 정류장이 설치되어 고속버스와의 연계도 가능하다.
2006년 7월 한국철도공사 지사제 발족 당시 그룹대표역으로 지정되었으나, 업무 효율과 핵심 사업 실행, 현장중심의 경영체제 확립을 위한 조직개편으로 2009년 9월 각 지사가 지역 본부로 축소되면서, 그룹대표역에서 보통역으로 격하되었다.

## 역 구조
선상역사로, 1층에 TMO와 승강장, 2층에 역무실, 매표소와 스토리웨이, 화장실, 수유실이 있으며, 기타 상업 시설로는 미소머금고가 입점해 있다.

### 승강장
- ~ 2009년 10월 : 승강장 이동시 지하도를 이용하여 이동하였다.
- 2009년 10월 ~ 2010년 5월 : 임시 육교를 설치하여 이동하였다.
- 2010년 6월 ~ 2010년 10월 : 선상 역사의 이동 통로가 완공되어 임시 역사에서 선상 역사를 거쳐 승강장으로 이동하였다.
- 2010년 10월 ~ 현재 : 선상역사를 통해 이동한다.

임시 역사 이전 이후 진해선 열차의 승강장으로 활용되었던 1번 타는 곳은 초기엔 쓰이지 않았다가 2, 3번 타는 곳의 임시 이설로 인해 재개방하였다.
현재는 2면 4선에서 경전선 열차가 정차한다. 1번 승강장은 진해선 여객 영업 중지로 진해군항제 기간에만 쓰인다. 4, 7번 승강장은 2025년 상반기에 부전-마산간 복선전철 직선화 개통을 염두에 두고, 고상홈이 설치되었다.
| ↑창원중앙                     |
| ６ \| ５ \| １                |
| 마산(경전선)↓/신창원(진해선)↓ |

| 1 | 진해선 |                                   | 사용안함                              |
| 5 | 경전선 | KTX · SRT · ITX-새마을 · 무궁화호 | 진주 · 순천 · 목포 · 동탄 · 수서 방면 |
| 6 | 경전선 | KTX · SRT · ITX-새마을 · 무궁화호 | 행신 · 서울 · 동대구 · 부전 방면      |

### 진해선 열차 타는 곳
임시역사 이전까지 진해선 열차는 양방향으로 모두 '1번 타는 곳'에 정차하였다. 이는 통행량이 거의 없어 한 승강장으로도 모든 진해선 열차운행의 취급이 가능하기 때문이었다. 과거 마산-통해간을 운행한 통근열차의 경우, 마산방면 진행시에도 1번 타는 곳에 정차하였다. 이는 창원역에서 진행방향을 변경해야 하기 때문에 2번이나 3번타는 곳 승강장을 이용할 경우, 역 구내 선로를 가로지르는 복잡한 운행체계로 경전선 열차의 운행에 지장을 줄 수 있기에, 경전선에 영향을 가장 최소화할 수 있으며 진해선 입구와 가장 가깝게 붙어있는 1번 승강장이 양방향 승강장이 된 것이다. 2009년 4월 24일 임시 역사로 이전한 이후부터는 1번 타는 곳이 폐쇄되면서 진해선 열차의 여객 취급 기능은 2,3번 타는 곳으로 넘어갔다. 때문에 이후로는 각각 다른 선구를 운행하는 열차라 할지라도 교행으로 인한 열차의 대기 현상이 발생하게 되었다. 이후 1번 승강장은 2,3번 타는 곳의 임시 이설과 동시에 재개방되었다. 2015년 1월 31일 여객 취급을 중단하였다.

## 연혁
- 1905년 10월 21일 : 영업 개시[5][6]
- 1940년 7월 30일 : 역사 착공
- 1940년 12월 26일 : 역사 준공
- 1988년 12월 10일 : 역사 신축 준공
- 2006년 5월 1일 : 소화물 취급 중지
- 2006년 11월 15일 : 화물 취급 중지[7]
- 2009년 4월 24일 : 임시 역사로 이전
- 2009년 9월 14일 : 그룹대표역에서 보통역으로 격하
- 2010년 10월 21일 : 현 역사로 이전
- 2010년 12월 15일 : 신역사로 이전, KTX 정차, 경전선 복선전철화 삼랑진-마산 구간 개통[8]
- 2023년 9월 1일 : SRT 정차 개시.

## 승차량 변동
| 2014년 | 986   | 48  | 928 |
| 2015년 | 1,006 | 35  | 803 |
| 2016년 | 1,021 | 62  | 658 |
| 2017년 | 954   | 110 | 569 |
| 2018년 | 1,000 | 108 | 562 |

## 사진

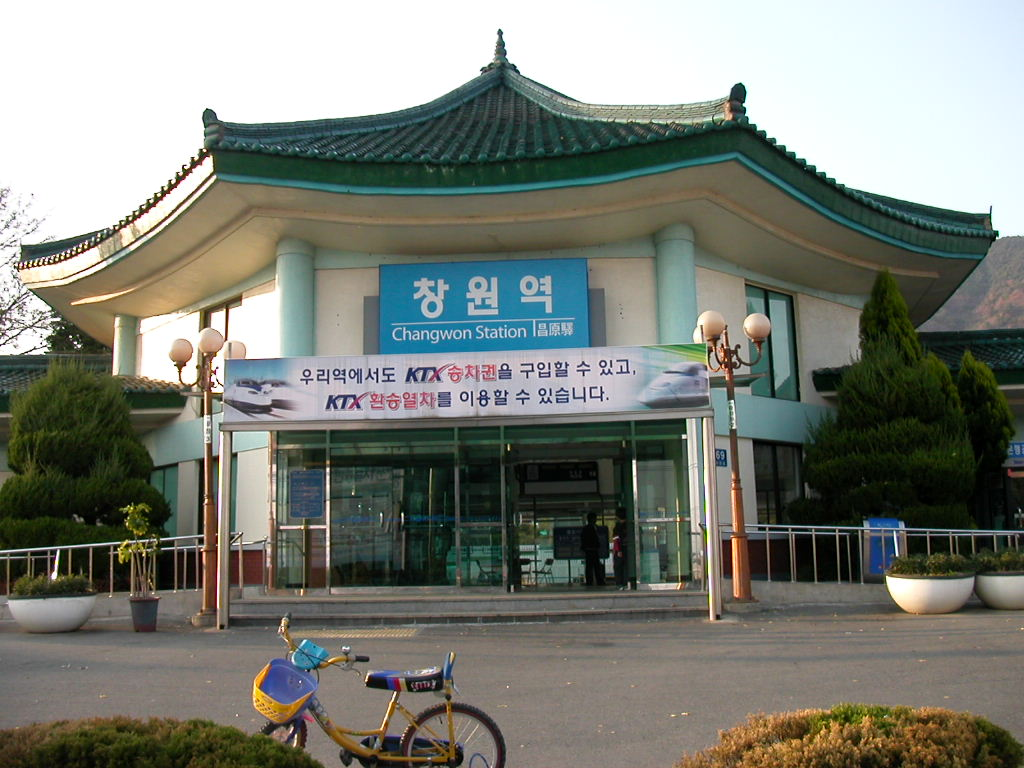
구 역사 (1988년 ~ 2009년)
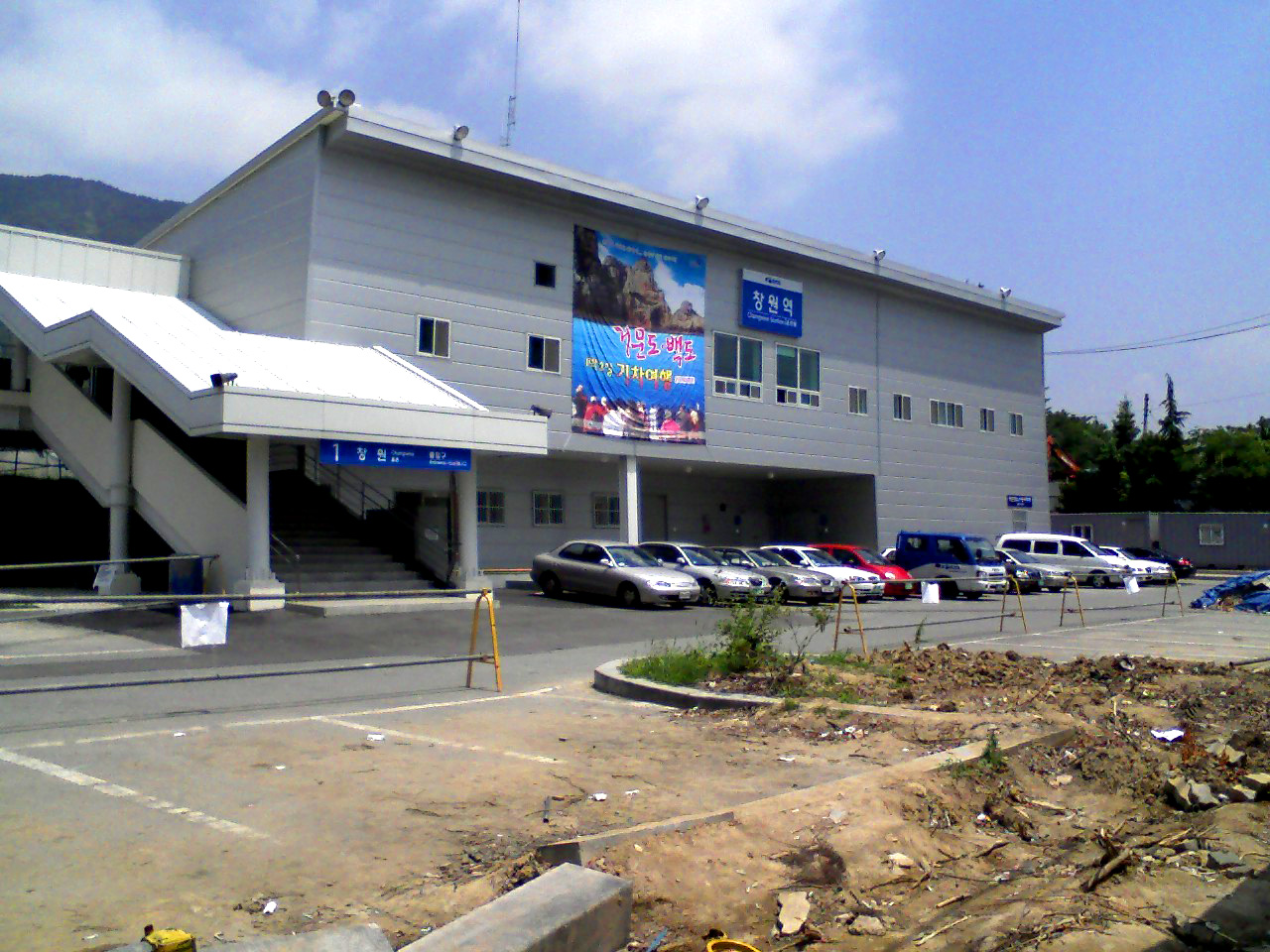
임시역사 (2009년 ~ 2010년 10월)
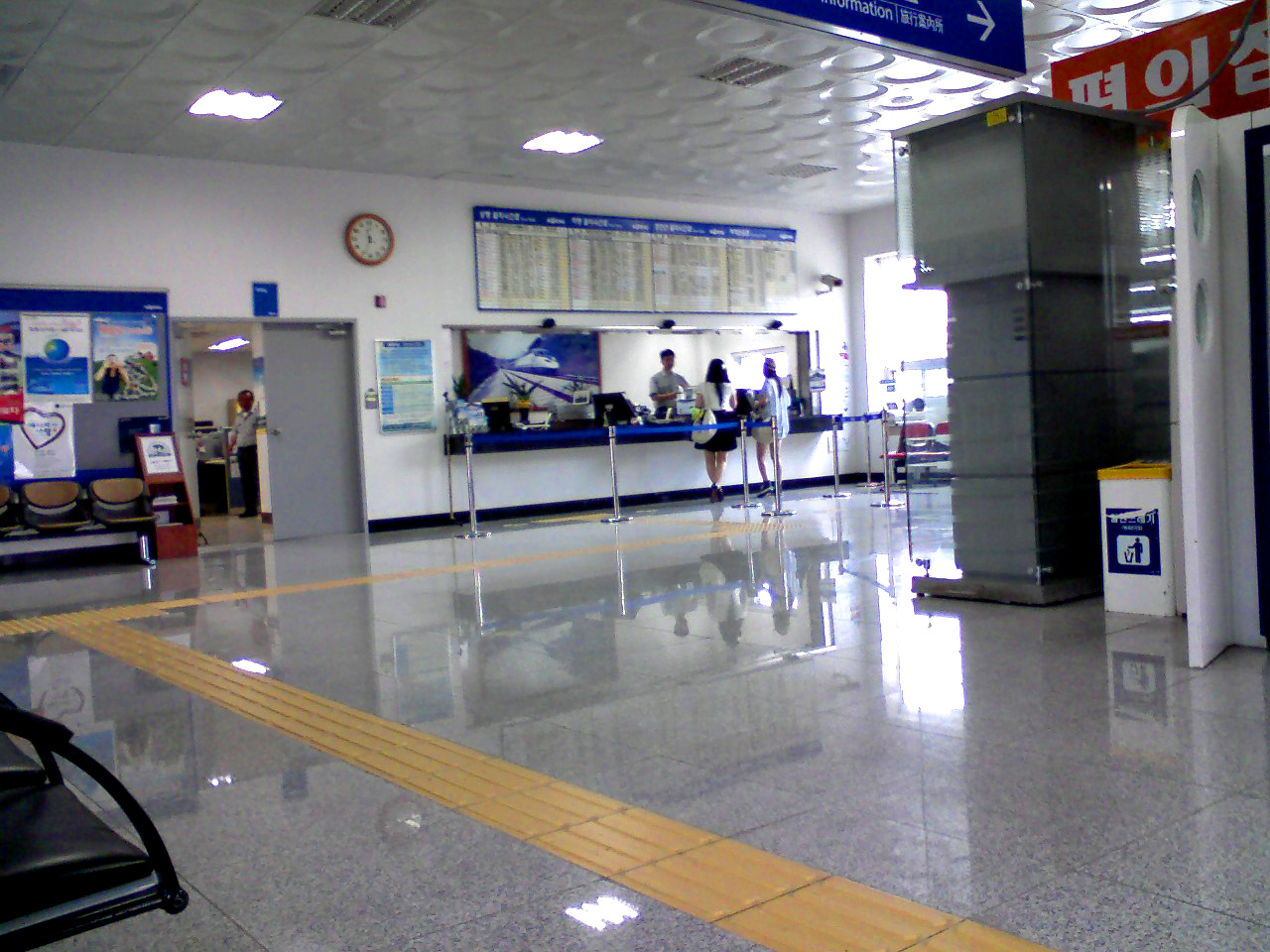
임시역사 내부
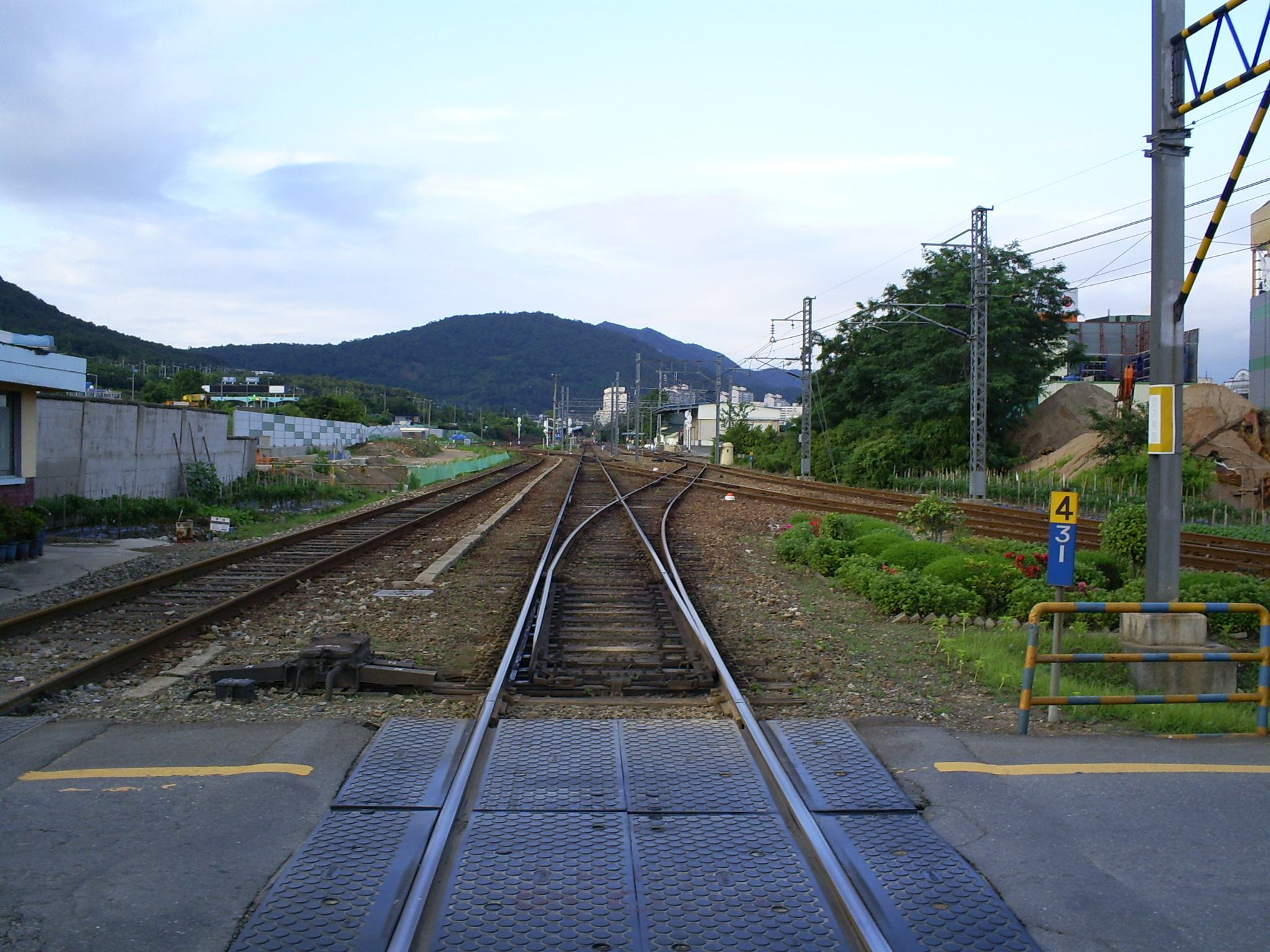
소계건널목에서 바라본 창원역(현재 소계건널목은 입체화되었다.)
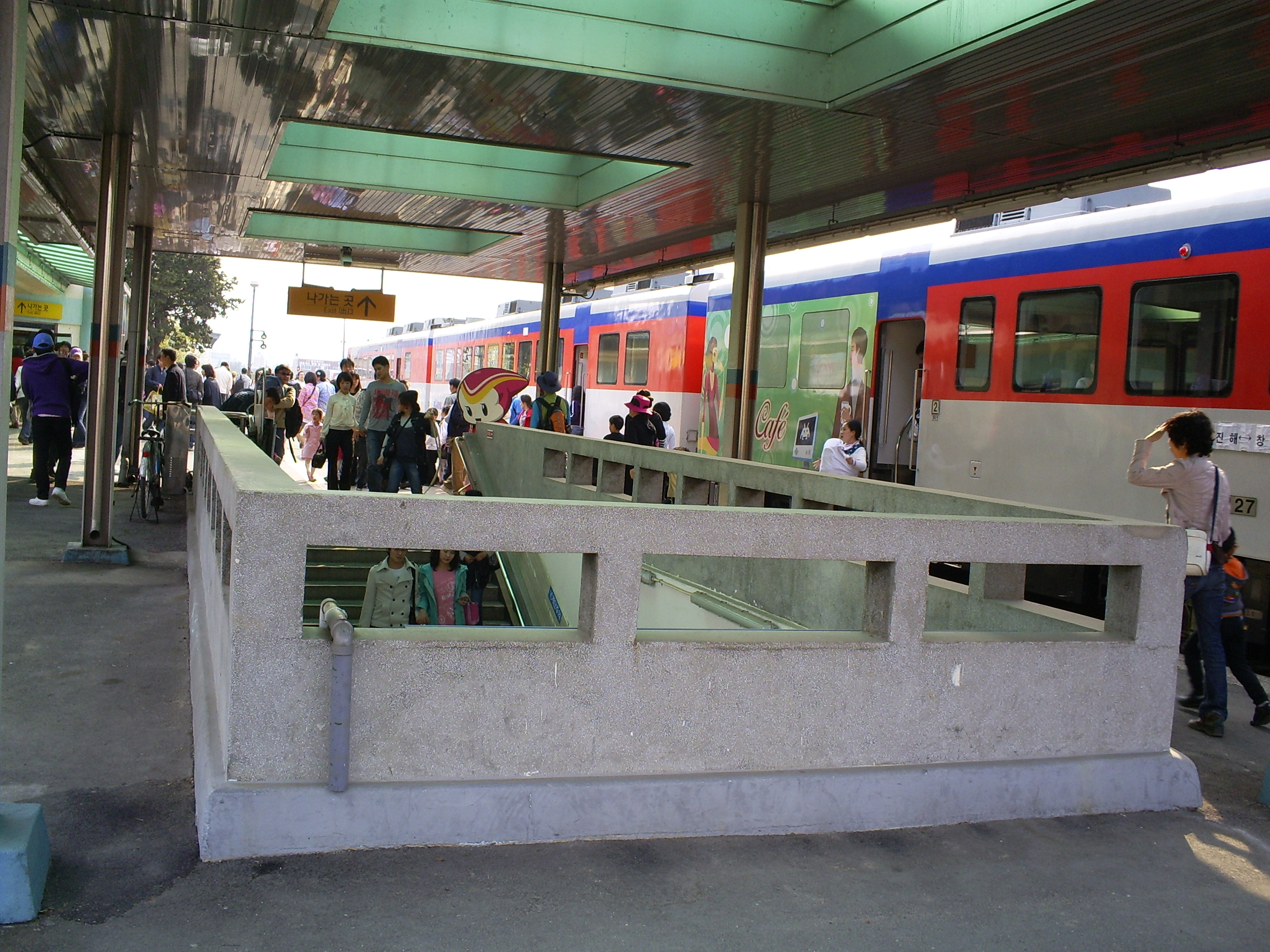
구 역사 시절의 승강장 (1번 타는 곳)
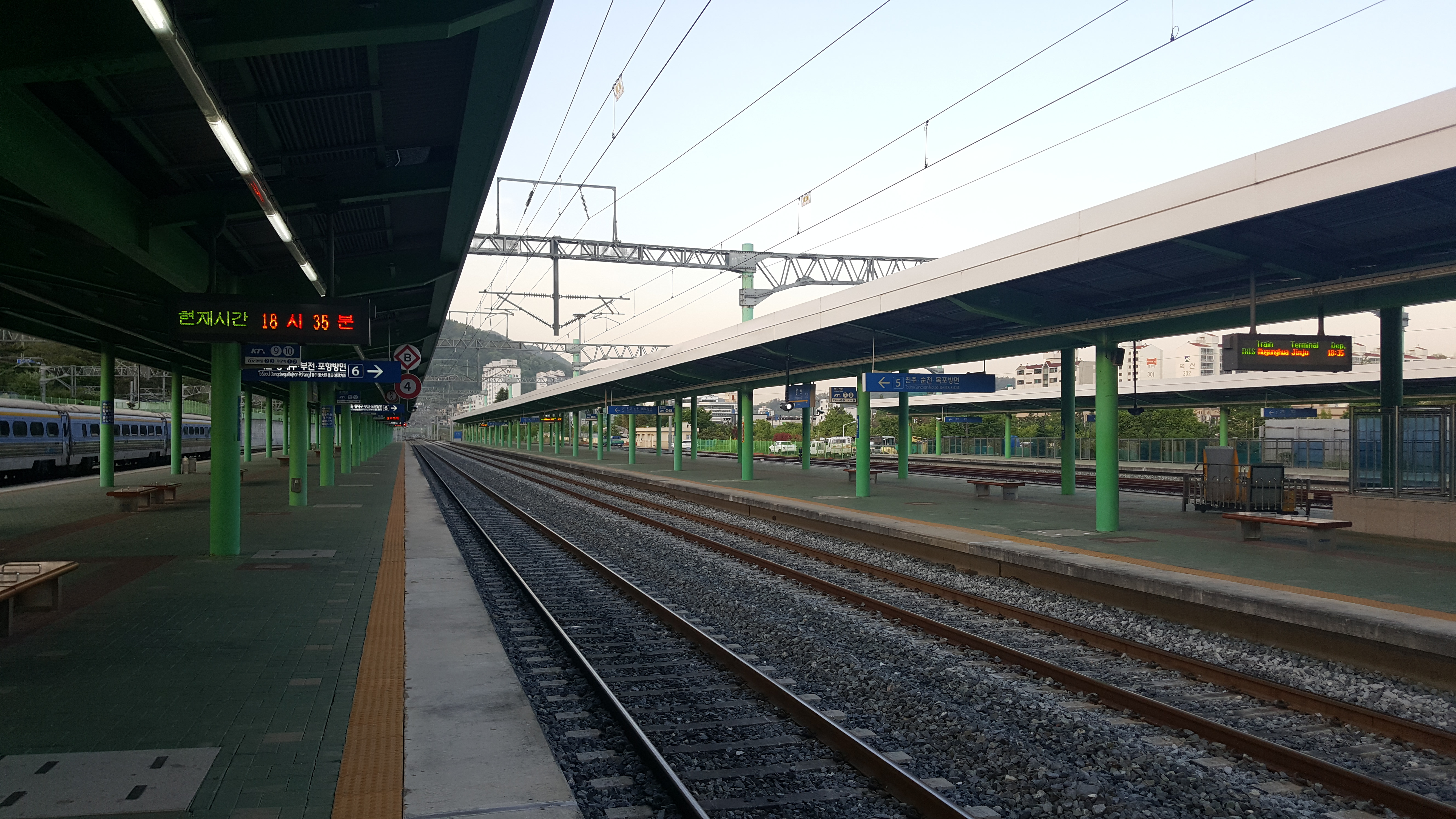
창원역 신 역사 승강장 (6번 타는 곳)

## 인접한 역
| 경전선                       | 경전선            | 경전선                   |
| ---------------------------- | ----------------- | ------------------------ |
| 창원중앙 행신 방면           | KTX 경전선        | 마산 진주 방면           |
| 창원중앙 수서 방면           | SRT 경전선        | 마산 진주 방면           |
| 창원중앙 서울 방면           | ITX-새마을 경전선 | 마산 진주 방면           |
| 창원중앙 부전 방면 서울 방면 | 무궁화 경전선     | 마산 목포 방면 진주 방면 |